# Эпсилон Змееносца
Эпсилон Змееносца (англ. Epsilon Ophiuchi, ε Oph), также Yed Posterior — красный гигант в созвездии Змееносца. Находится на расстоянии менее 5 градусов от небесного экватора в восточной части созвездия, образует визуальную двойную звезду с Дельтой Змееносца (Yed Prior). При видимой звёздной величине 3,220 звезда доступна для наблюдения невооружённым глазом. Измерения параллакса дают оценку расстояния примерно 106 световых лет от Солнца.

## Название
ε Ophiuchi — обозначение Байера для данной звезды.
Традиционное название звезды Yed Posterior. Yed происходит от арабского Yad, означающего "ладонь". Дельта и Эпсилон Змееносца представляют левую ладонь Змееносца, держащую голову змеи. Эпсилон назван Yed Posterior, поскольку следует за Дельтой при движении по небосводу. В 2016 году Международный астрономический союз создал рабочую группу по именованию звёзд (WGSN) каталогизации и стандартизации собственных названий звёзд. WGSN утвердила название Yed Posterior для Эпсилона Змееносца 5 октября 2016 года.
Эпсилон Змееносца входит в состав астеризма al-Nasaq al-Yamānī, "Южной линии" из al-Nasaqān, "Двух линий", вместе с Альфой Змеи, Дельтой Змеи, Эпсилоном Змеи, Дельтой Змееносца, Дзетой Змееносца и Гаммой Змееносца.
На китайском языке 天市右垣 (Tiān Shì Yòu Yuán) относится к правой границе астеризма, представляющего одиннадцать древних государств на территории Китая, граница состоит из Дельты Змееносца, Беты Геркулеса, Гаммы Геркулеса, Каппы Геркулеса, Гаммы Змеи, Беты Змеи, Альфы Змеи, Дельты Змеи, Эпсилона Змеи, Дельты Змееносца и Дзеты Змееносца. Эпсилон Змееносца известен как 天市右垣十 (Tiān Shì Yòu Yuán shí) и представляет государство Чу вместе с Фи Козерога (или 24 Козерога в версии Р.Х. Аллена).

## Свойства
Эпсилон Змееносца принадлежит спектральному классу G9.5 IIIb, класс светимости III показывает, что звезда является гигантом, исчерпавшим запас водорода в ядре и уходящим от главной последовательности. Этот красный гигант вдвое превосходит Солнце по массе, радиус превышает солнечный в десять раз, что соответствует светимости около 54 светимостей Солнца. Возраст звезды составляет около миллиарда лет.
Необычным для звезды-гиганта класса G является дефицит циана и углерода. Внешняя оболочка звезды проявляет колебания солнечного типа с периодом 0,19 дня, что позволяет применять методы астросейсмологии. Однако модели звезды не способны показать различия между случаями, когда звезда создаёт энергию при термоядерных реакциях горения водорода в оболочке и когда в ядре горит гелий. Обе модели дают хорошее согласие с наблюдаемыми свойствами звезды. Проекция скорости вращения звезды составляет 5,7 км с−1, а наклон оси вращения к лучу зрения для наблюдателя с Земли составляет 41–73°.